# (73819) Isaootuki
(73819) Isaootuki – planetoida z pasa głównego asteroid okrążająca Słońce w ciągu 3,72 lat w średniej odległości 2,4 j.a. Została odkryta 16 listopada 1995 roku. Przed nadaniem nazwy planetoida nosiła oznaczenie tymczasowe (73819) 1995 WV6.